# Dan Bălan
Dan Mihai Bălan, conosciuto anche come Crazy Loop (Chișinău, 6 febbraio 1979), è un cantante, produttore discografico e compositore moldavo.

## Biografia
Dan Bălan è nato a Chișinău in Repubblica Moldova nel 1979. Suo padre era diplomatico e sua madre annunciatrice per la televisione moldava TVM. Oggi ha il suo show televisivo, Ludmila Bălan Show. La madre di Dan Balan è molto popolare in Moldavia, conosciuta anche come "tanti Ludmila" (zia Ludmila).
Fino all'età di tre anni ha trascorso la sua infanzia nel villaggio di Trebujeni insieme con i suoi genitori, sua sorella Sanda e sua nonna Anastasia. All'età di sette anni comincia a scrivere poesie. Come regalo per il decimo compleanno, riceve dal padre una fisarmonica, con la quale inizia a comporre le sue prime canzoni. Qualche anno più tardi si dedica allo studio di chitarra e percussioni e inizia a frequentare una scuola di musica.
All'età di sedici anni si trasferisce in Israele con i suoi genitori, seguendo il padre che lavora come ambasciatore per la Moldavia. A Tel-Aviv frequenta la scuola scozzese (Tabeetha scuola), dove raggiunge un buon livello di conoscenza della lingua inglese.

### Esordi
Dopo un anno e mezzo ritorna a Chișinău. Al termine della scuola superiore, frequenta per un breve periodo la facoltà di diritto, abbandonando successivamente gli studi per dedicarsi unicamente allo studio della musica. Ha suonato in diversi gruppi, tra i quali A. Stircea, Pantheon e la rock band Inferialis, gruppo fondato nel 1997.
Successivamente fonda un duo con l'amico Petru Jelihovski. Insieme hanno inciso l'album Dan Bălan Project, riscuotendo un buon successo. Tuttavia, per Jelihovski la musica era solo un hobby, così Bălan decide di proseguire da solo nella ricerca di musicisti professionisti per formare un nuovo gruppo.

### Gli O-Zone
Nel 1999, in Romania, incontra Arsenie e Radu, con i quali crea il gruppo O-Zone, di cui Bălan è stato leader, autore e produttore. Il loro maggior successo è stato il brano Dragostea din tei, noto anche come Numa Numa Song. Nota è anche la canzone Despre Tine, la quale ha raggiunto la prima posizione in cinque paesi. Assieme a Dan Bălan, gli O-Zone incidono tre dischi.

### La carriera solista
Lascia gli O-Zone nel 2005 e, dopo la separazione dal gruppo, non smette di fare musica. Nel 2007 decide di crearsi un alter ego, Crazy Loop, la cui musica consiste nelle sonorità degli O-Zone, ma in versione punk-hard rock e thrash metal.
Con lo pseudonimo Crazy Loop pubblica anche una reinterpretazione di Dragostea din tei degli O-Zone (sempre scritta da lui), ma con il titolo di Sugar Tunes. 
Nei primi mesi del 2008 esce inoltre il primo album, The Power of Shower. 
L'anno seguente pubblica, con il suo vero nome, l'album Crazy Loop Mix, includendo singoli già contenuti precedentemente in The Power of Shower e la hit Chica Bomb, registrata negli Stati Uniti, dove l'artista ha collaborato con Hype Williams per la produzione del video. Il singolo, che ottiene un discreto successo in tutta Europa, viene pubblicato anche in Italia nella primavera del 2010.
Nello stesso anno il cantante riesce ad ottenere maggiore notorietà particolarmente in Russia e Ucraina, tanto da affrancarsi dalle sonorità commerciali di Justify Sex (numero uno in Russia) in favore del pop di Lepestkami slëz in duetto con Vera Brežneva; da questo momento in avanti si dedicherà alla realizzazione di brani da discoteca e brani pop in lingua russa.
Nell'estate del 2011 escono Freedom, brano ancora una volta di immediato successo nei paesi slavi, e in autunno la ballata Liš' do utro.
Nella primavera del 2012 pubblica due singoli: il brano electro-house Ne ljubja e l'acustica Ljubi.
Un altro singolo, Lendo Calendo, esce invece nell'estate 2013, la cui promozione ha interessato ancora una volta Russia e Romania.
Nel 2018 esce Numa Numa 2, una riedizione di Dragostea din tei con Marley Waters.

## Discografia

### Album in studio
- 2008 – The Power of Shower (come Crazy Loop)
- 2009 – Crazy Loop Mix (come Dan Bălan)

### Singoli
- 1998 – De la mine
- 2006 – Mm-ma-ma (come Crazy Loop)
- 2007 – Johanna (Shut Up!) (come Crazy Loop)
- 2008 – Despre tine cânt
- 2009 – Chica Bomb
- 2010 – Justify Sex
- 2010 – Лепестками слёз (Lepestkami slëz) (feat. Vera Brežneva)
- 2011 – Freedom
- 2011 – Лишь до утра (Liš' do utra)
- 2012 – Люби (Ljubi)
- 2012 – Не любя (Ne ljubja)
- 2013 – Lendo Calendo (feat. Tany Vander e Brasco)
- 2014 – Домой (Domoj)
- 2015 – Funny Love
- 2015 – Плачь (Plač')
- 2016 – Мало Малины (Malo Maliny) (feat. Romanovskaja)
- 2017 – Hold on Love
- 2017 – Наше лето (Naše leto) (feat. Vera Brežneva)
- 2018 – Allegro Ventigo (feat. Matteo)
- 2018 – Numa Numa 2 (feat. Marley Waters)